# Río Arauca
El río Arauca es un río que nace en la cordillera Oriental en Colombia y desemboca en el río Orinoco en Venezuela, en la frontera entre los estados de Apure y Bolívar. Forma la frontera sur del estado venezolano de Apure y la frontera norte del departamento colombiano de Arauca. En su ribera se encuentra la ciudad de Arauca del lado colombiano y la de El Amparo del lado venezolano.

## Geografía

### Curso alto
El río Arauca es el más típico de los ríos llaneros. En su curso superior, toma diferentes nombres. Su fuente más lejana nace en el Páramo del Almorzadero, a 4000 metros de altura sobre el nivel del mar, cerca del Nevado del Cocuy, con el nombre de Chitagá, que recibe las donaciones del río Cáraba y el río Cácota. Tuerce el rumbo hacia el oriente y se robustece con las aguas del Culaga y el Bochaga y su nombre cambia, llamándose río Margua, en un tramo en el que recibe las ofrendas de los ríos Negro, Colorado y San Lorenzo. Por la margen derecha le llegan el Cubugón y el Cobaría, procedentes de la Sierra Nevada de Chita. En este trecho los indios Tunebo lo llaman Sarare. Ya en tierras planas, sus brazos forman la isla del Charo, emporio de riqueza por su fertilidad.

## El río Arauca
Los indígenas llamados araucas por el río eran los betoyes, habitantes de las orillas hasta el siglo XIX, que no se deben confundir ni con los araucanos de Chile, ni con los arahuacos de la desembocadura del Orinoco. Han vivido y viven todavía los tunebos en sus cabeceras. El río sirve de línea arcifinia (que tiene límites naturales) entre Colombia y Venezuela, en un largo tramo de 296 kilómetros de frontera, en que por la margen derecha entran los ríos Róyota, Bojabá y Banadía y por la izquierda hace lo propio el río Cutufí. La ribera colombiana pertenece al homónimo departamento de Arauca y la ribera venezolana al estado Apure.
Trechos más adelante, un ramal del curso principal se divorcia y se interna en las sabanas cóncavas de la margen derecha para formar el caño Agua Limón. El río pasa frente a Arauca, la capital del departamento homónimo (110000 habitantes) y El Amparo, donde lo atraviesa un puente que une ambas localidades; continúa hasta el punto llamado Montañitas y finalmente se adentra en tierras venezolanas, en el Estado Apure, avanzando hasta desaguar en el río Orinoco. Este recorrido lo hace sobre 1050 kilómetros, el 80 % de los cuales son navegables en embarcaciones de pequeño y regular calado.